# Intolleranza alimentare
Per intolleranza alimentare si intende una reazione avversa ad un alimento. È un fenomeno distinto dalle allergie alimentari, che consistono in una reazione immunitaria dell'organismo a uno specifico componente (di solito una proteina) contenuto in un alimento.
Le intolleranze alimentari sono oggetto di ampie controversie in medicina, sia per ciò che concerne i meccanismi sottesi sia per quanto riguarda la sintomatologia e la diagnosi.

## Descrizione
Le intolleranze alimentari hanno caratteristiche diverse. Alcune sono enzimatiche, ovvero dettate dall'impossibilità, per appunto mancanza di enzimi, di metabolizzare alcuni elementi (per es. l'intolleranza al lattosio o il favismo).

## Sintomi e segni
Le intolleranze possono causare un'assai vasta gamma di sintomi (dermatologici, respiratori, asmatici, allergici, gastrointestinali, neurologici e sistemici e altri ancora). I sintomi possono manifestarsi con tempistiche e severità diverse; possono comparire saltuariamente o essere sempre presenti, allo stesso modo possono manifestarsi ore o giorni dopo l'ingestione di un certo alimento. La severità dei sintomi stessi dipende da quanto il paziente ha mangiato e da che cosa ha mangiato, oltre che dalla concomitanza di altri fattori.

### Dermatologici
Si ha orticaria, angioedema, dermatite atopica, dermatite erpetiforme, peggioramento di un eczema, prurito.

### Gastrointestinali
Si manifestano diarrea, costipazione cronica, afte, nausea, dispepsia, gastroenterite eosinofila, esofagite eosinofila (cfr. eosinofilia sanguigna), crampi addominali, intestino irritabile.

### Respiratori
Si annoverano congestione nasale e sinusale, irritazione alla gola, peggioramento dell'asma, anafilassi non IgE-mediata.

### Neurologici
Come sintomi neurologici si manifestano emicrania, nevralgia, parestesie, vertigini, modificazioni comportamentali nei bambini, cambiamenti di umore, letargia o affaticamento, mialgia, fascicolazioni benigne, dolori crescenti.

## Diagnosi e trattamento
Un modo (ancorché piuttosto empirico) per identificare un'intolleranza alimentare è la dieta di eliminazione, una dieta molto restrittiva nella quale vengono esclusi tutti i cibi che possono potenzialmente innescare un'intolleranza. La dieta può protrarsi da due a otto settimane, entro le quali solitamente i sintomi scompaiono (sempre che essi siano dovuti a un'intolleranza). Una volta che i sintomi sono sotto controllo, vengono reintrodotti i gruppi di alimenti che erano stati esclusi. Se reintroducendo un determinato gruppo ricompaiono i sintomi, allora tale gruppo è quello responsabile, altrimenti si passa alla reintroduzione del gruppo successivo. Una volta scoperti i gruppi da evitare, si può procedere al riformulazione della dieta. Tale procedura è da effettuarsi esclusivamente sotto supervisione medica, procedere in modo autonomo può essere pericoloso, in particolare per i pazienti affetti anche da altre patologie.
I test sierologici che vengono spesso proposti per identificare le intolleranze alimentari non hanno alcuna valenza scientifica, essi misurano il livello di IgG relative a un particolare alimento; ma tale incremento nelle IgG è una risposta fisiologica dell'organismo al consumo di un particolare alimento e non producono pertanto alcun sintomo.